# Pseudaconitina
Pseudaconitina, también conocido como nepalina, (C36H51NO12) es un alcaloide extremadamente tóxico que se encuentra en altas cantidades en las raíces de Aconitum ferox, también conocida como el acónito indio, que pertenece a la familia Ranunculaceae. La planta se encuentra en el este de Asia, incluyendo los Himalayas.

## Historia
Pseudaconitina fue descubierto en 1878 por Wright y Luff. Se aisló un alcaloide altamente tóxico de las raíces de la planta Aconitum ferox y la llamaron pseudaconitina. La planta ha sido conocida por los botánicos y los viajeros de la India con el nombre de "Bikh". 

## La toxicidad y el mecanismo
Pseudaconitina es un moderado inhibidor de la enzima acetilcolinesterasa. Esta enzima rompe el neurotransmisor acetilcolina a través de la hidrólisis. La inhibición de esta enzima provoca una estimulación constante de la membrana postsináptica por el neurotransmisor que no se puede cancelar. Esta acumulación de acetilcolina puede así conducir a la estimulación constante de los músculos , glándulas y sistema nervioso central. Además, parece ser la sustancia que en pequeñas cantidades también causa un efecto de hormigueo en la lengua, los labios y la piel.

## Estructura y reactividad
Pseudaconitina es un diterpeno alcaloide, con la fórmula química C36H51NO12. El cristal se funde a 202 °C y es moderadamente soluble en agua, pero más en el alcohol. Esto demuestra que se trata de una sustancia lipófila. Cuando se calienta en estado seco, se somete a pseudaconitine a pirólisis y se forma pyropseudaconitina (C34H47O10N). Esto no tiene el mismo efecto de hormigueo como pseudaconitina.